# ورچوئا فایتر ۵
ورچوئا فایتر ۵ (به ژاپنی: バーチャファイター5 ,Bācha Faitā Faibu) یک بازی ویدئویی در سبک مبارزه‌ای و پنجمین قسمت از مجموعه بازی‌های ورچوئا فایتر و ادامهٔ نسخه ورچوئا فایتر ۴ به حساب می‌آید که توسط شرکت ژاپنی سگا منتشر شده است. نسخه اولیه و آزمایشی بازی در ۲۶ نوامبر ۲۰۰۵ توسط سگا بر روی دستگاه‌های بازی آرکید عرضه شد و سپس در ۱۲ ژوئیه ۲۰۰۶ به‌طور گسترده در ژاپن منتشر شد. نسخه اصلاح شده بازی با عنوان «نسخه بی» در ۲۰ فوریه ۲۰۰۷ برای کنسول پلی‌استیشن ۳ منتشر شد. «نسخه سی» بازی نیز که در سال ۲۰۰۶ بر روی آرکید در ژاپن عرضه شده بود، در ۳۰ اکتبر ۲۰۰۷ برای کنسول ایکس‌باکس ۳۶۰ منتشر شد.